# De Praatpalen
De Praatpalen was een Nederlands gelegenheidstrio.
Het bestond uit muziekproducent Fred Haayen, diskjockey Joost den Draaijer en componist/producent Peter Koelewijn. Zij hadden net platenlabel Red Bullet opgericht.
Van de groep zijn drie singles bekend:
- 1968: Ome Sjakie (Het hele zakie loopt in z’n nakie)/Wat heeft ze haar op d’r tanden
- 1969: Wat gaan ze hard op de schaatsen /Ome Sjakie (Het hele zakie loopt in z’n nakie)
- 1970: Maar dan kom ikke / (Dat was nooit gebeurd) Bij een goed pot bier.

Ze hadden weinig succes, maar zeker de eerste speelde een belangrijke rol bij de strijd tussen twee zeezenders. Diskjockey Jan van Veen van Radio Veronica had het lied eerst tijdens een promotiecampagne voor Red Bullet aangeprezen, maar had in tweede termijn bedenkingen tegen de dubbelzinnige tekst. Hij haalde de eigenaren van de zender over om een ban over het lied uit te spreken. Dat was tegen het zere been van zijn toenmalige collega Joost den Draaijer, die vervolgens overstapte naar het net gestarte Radio Noordzee Internationaal. Een tijd van frictie bleef aanhouden. Nadat medewerking vanuit Nederland aan de zeezenders verboden was, verdween ook langzaam de animositeit tussen de medewerkers van beide zenders. De single haalde de Nederlandse Top 40 van Veronica.